# Жаланаш (Аральський район)
Жалана́ш (каз. Жалаңаш) — село у складі Аральського району Кизилординської області Казахстану. Адміністративний центр Мергенсайського сільського округу.
У радянські часи село називалось Бірлестік.
Населення — 655 осіб (2021; 681 у 2009, 669 у 1999, 561 у 1989).